# Jonas Talkington
Jonas Talkington (* 7. November 1976 in Indianapolis, Marion County, Indiana) ist ein US-amerikanischer Schauspieler und Casting Director.

## Leben
Talkington machte von 1995 bis 1999 seinen Bachelor of Science in Biologie, Soziologie und IT am Hanover College. Seit Mitte der 2000er Jahre lebt er in Bulgarien und spricht neben Englisch Bulgarisch und Spanisch. Er ist seit dem 10. Juni 2011 verheiratet und Vater eines Kindes. Von 2015 bis 2019 machte er seinen Master an der Neuen Bulgarischen Universität.
Erste Nebenrollen in Spielfilmen erhielt er ab 2003. Er wirkte an vielen US-amerikanischen B-Movie-Produktionen mit, die in Bulgarien realisiert wurden. 2004 war er in der Rolle eines Deputy im Tierhorrorfilm Boa vs. Python zu sehen. 2006 stellte er in Der Gen Soldat die Rolle des Corporal Johnson dar. 2007 folgte im Tierhorrorfernsehfilm Lake Placid 2 die Rolle des Cal Miner. Von 2011 bis 2013 spielte er in der bulgarischen Fernsehserie Seven Hours Difference als Agent John Smith mit. Eine Nebenrolle erhielt er außerdem in Apocalypse Pompeii von 2014.
Seit Mitte der 2000er Jahre ist Talkington außerdem für verschiedene Filmprojekte als Caster in Bulgarien tätig.

## Filmografie (Auswahl)

### Schauspiel
- 2003: Fire Over Afghanistan
- 2003: Air Marshals – Horrorflug ins Ungewisse (Air Marshal)
- 2003: Shark Zone
- 2003: Dark Waters
- 2003: Nemesis of the Roman Empire (Videospiel)
- 2004: Apokalypse Eis (Post Impact)
- 2004: Boa vs. Python
- 2004: Phantom Force (Fernsehfilm)
- 2004: Raptor Island (Fernsehfilm)
- 2004: Control
- 2004: Svetlana's Journey (Kurzfilm)
- 2005: Mosquito Man (Mansquito) (Fernsehfilm)
- 2005: Raging Sharks – Killer aus der Tiefe (Raging Sharks)
- 2005: Alien Siege – Tod aus dem All (Alien Siege, Fernsehfilm)
- 2005: Alien Apocalypse (Fernsehfilm)
- 2005: Man with the Screaming Brain
- 2005: Submerged
- 2005: Shade of Pale
- 2005: Frederick Forsyth: Das schwarze Manifest (Icon, Fernsehfilm)
- 2005: Spur der Verwüstung (Path of Destruction, Fernsehfilm)
- 2005: Manticore – Blutige Krallen (Manticore, Fernsehfilm)
- 2006: Im Fadenkreuz II – Achse des Bösen (Behind Enemy Lines II: Axis of Evil)
- 2006: Magma – Die Welt brennt (Magma: Volcanic Disaster, Fernsehfilm)
- 2006: Der Gen Soldat (S.S. Doomtrooper, Fernsehfilm)
- 2006: Dragon Dynasty (Fernsehfilm)
- 2006: Scorpius Gigantus
- 2006: The Contract
- 2006: Basilisk – Der Schlangenkönig (Basilisk: The Serpent King, Fernsehfilm)
- 2007: Until Death
- 2007: Lake Placid 2 (Fernsehfilm)
- 2007: Harpies (Fernsehfilm)
- 2007: Lost Colony (Fernsehfilm)
- 2008: Forecast
- 2008: Boogeyman 3
- 2008: Cargo: Innocence Lost
- 2009: Die Doomsday Gleichung (Annihilation Earth, Fernsehfilm)
- 2011: The Task
- 2011–2013: Seven Hours Difference (Sedem chasa razlika/Седем часа разлика) (Fernsehserie, 3 Episoden)
- 2012: Dungeons & Dragons 3 – Das Buch der Dunklen Schatten (Dungeons & Dragons: The Book of Vile Darkness, Fernsehfilm)
- 2012: Lake Placid 4 (Lake Placid: The Final Chapter, Fernsehfilm)
- 2013: Spider City – Stadt der Spinnen (Spiders 3D)
- 2013: Supercollider
- 2013: Enemies Closer – Gefährlich nah (Enemies Closer)
- 2014: Apocalypse Pompeii
- 2014: Sleeping Beauty
- 2014: Firequake: Die Erde fängt Feuer (Firequake, Fernsehfilm)
- 2016: Bar Tricks
- 2018: Rage (Kurzfilm)
- 2018: 211 – Cops Under Fire (211)
- 2020: Action
- 2021: Killer’s Bodyguard 2 (The Hitman’s Wife’s Bodyguard)

### Caster
- 2007: Lost Colony (Fernsehfilm)
- 2007: Lake Placid 2 (Fernsehfilm)
- 2007: Bats 2: Blutige Ernte (Bats: Human Harvest, Fernsehfilm)
- 2008: Stag Night
- 2008: Boogeyman 3
- 2008: Ghost Voyage (Fernsehfilm)
- 2008: Rock Monster (Fernsehfilm)
- 2008: Auf der Jagd nach der Monster Arche (Monster Ark, Fernsehfilm)
- 2009: Die Echelon-Verschwörung (Die Echelon-Verschwörung)
- 2009: Der Fluch – The Grudge 3 (The Grudge 3)
- 2009: The Hills Run Red – Drehbuch des Todes (The Hills Run Red)
- 2009: Star Runners (Fernsehfilm)
- 2009: Messengers 2: The Scarecrow
- 2009: Wrong Turn 3: Left For Dead
- 2009: Die Doomsday Gleichung (Annihilation Earth, Fernsehfilm)
- 2010: Lake Placid 3 (Fernsehfilm)
- 2010: Dark Relic – Sir Gregory, der Kreuzritter (Dark Relic, Fernsehfilm)
- 2011: Morlocks (Fernsehfilm)
- 2011: Rage of the Yeti – Gefährliche Schatzsuche (Rage of the Yeti, Fernsehfilm)
- 2012: Black Forest (Fernsehfilm)
- 2012: Boogeyman (Fernsehfilm)
- 2013: Robocroc (Fernsehfilm)
- 2014: Apocalypse Pompeii
- 2014: Sleeping Beauty